# Yadé (Togo)
Pour les articles homonymes, voir Yade.
Yadé est une petite ville du Togo. La population de yadé sont des agriculteurs et des éleveurs. Pendant les vacances la population de yadé participe à la fête Traditionnelle nomé Evala. Quelques étudiants de yadé soutiennent la ville en lui offrant des panneaux solaires pour électrifier la localité.

## Géographie
Yadé est situé à environ 7 km de Kara, dans la région de la Kara

## Lieux publics
- École primaire
- Établissements secondaires
- Dispensaire
- Église Catholique
- Centre communautaire
- Marché : il s’anime tous les dimanches de manière festive.on y retrouve tous les produits du terroir.